# هنري رينولد
هنري رينولد (بالألمانية: Henry Theodore Reinhold)‏ هو مغني أوبرا ومغني ألماني، ولد في 1690 في درسدن في ألمانيا، وتوفي في 14 مايو 1751 في لندن في المملكة المتحدة.

## وصلات خارجية
- هنري رينولد على موقع ميوزك برينز (الإنجليزية)
- هنري رينولد على موقع ميوزك برينز (الإنجليزية)